# Tirà multicolor
El tirà multicolor (Tachuris rubrigastra) és un petit ocell passeriforme de Sud-amèrica que pertany a la família Tyrannidae. És l'únic membre del gènere Tachuris i es desconeix la relació amb altres membres de la seva família. Viu en zones pantanoses o en jonqueres prop de llacs i rius. S'assembla molt al gènere Scirpus. Fa el niu entre les tiges de les plantes.

## Taxonomia
Se n'han descrit quatre subespècies: T. r. rubrigastra és la més estesa, des del sud-est del Brasil fins al sud de l'Argentina i el centre de Xile; T. r. alticola, que habita als Andes del sud-est del Perú, l'oest de Bolívia i el nord-oest de l'Argentina; T. r. libertatis, que habita a la costa del Perú, i la T. r. loaensis, que habita únicament a la Regió d'Antofagasta, al nord de Xile.

## Morfologia

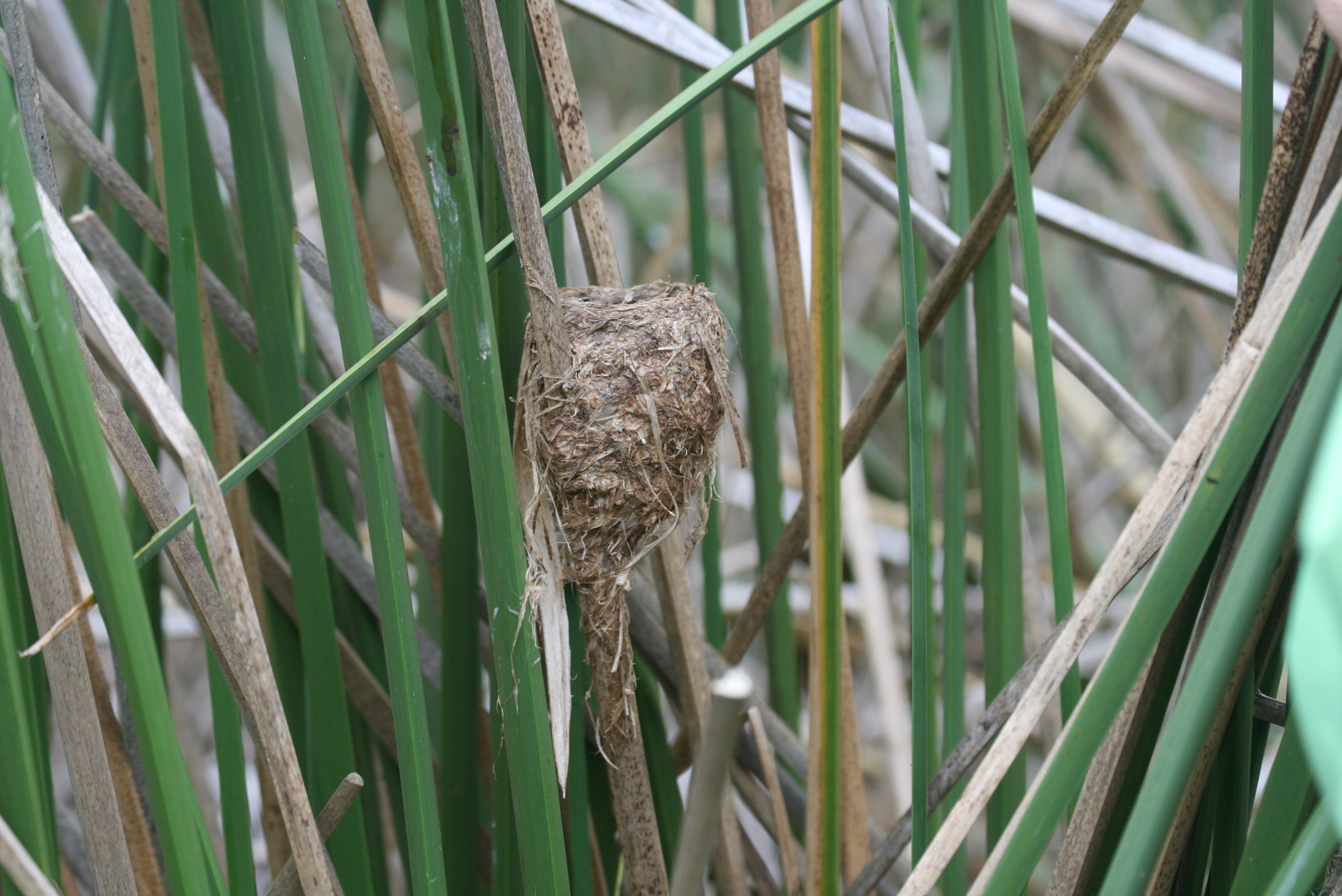
Niu de Tachuris rubigastra

És un ocell petit, mesura uns 10,5 cm. Té una cua curta, ales petites i arrodonides i un bec afilat. Com el seu nom indica, té un plomatge de colors. El llom i la part posterior són verds; la part inferior és groga, a part del coll que és blanc; la banda del pit és negra i la part inferior de la cua és vermella. La cara és d'un color blau fosc grisenc, amb una línia groga a sobre de l'ull i la coroneta fosca amb una taca vermella, sovint dissimulada. Les ales i la cua també són fosques, encara que les ales tenen una línia blanca i la cua té les plomes més externes, blanques. Els adults tenen el plomatge d'un color molt més viu que els joves.